# Adolf-Grimme-Preis 1987
Der 23. Adolf-Grimme-Preis wurde 1987 verliehen. Die Preisverleihung fand am 20. März 1987 im Theater Marl statt. Die Moderation übernahm dabei Norbert Schneider.
Im Rahmen der Veranstaltung wurden neben dem Adolf-Grimme-Preis noch weitere Preise, unter anderem auch der „Publikumspreis der Marler Gruppe“, vergeben.

## Preisträger

### Adolf-Grimme-Preis mit Gold
- Helmut Dietl (für Buch und Regie zu Kir Royal, Folge 4: Adieu Claire, WDR)
- Heinz Schirk (Regie), Jurek Becker (Buch) und Manfred Krug (Darsteller) (für die Sendung Liebling Kreuzberg, Folge 3: Der Beschützer, SFB)
- Hartmut Bitomsky (für Buch und Regie zu Reichsautobahn, WDR)
- Claude Lanzmann (für Buch und Regie zu Shoah, WDR)
- Fritz Lehner (Buch und Regie), Gernot Roll (Kamera) und Udo Samel (Darsteller) (für die Sendung Mit meinen heißen Tränen, ZDF)
- Georg Stefan Troller (Buch), Axel Corti (Regie) und Gernot Roll (Kamera) (für die Sendung Wohin und zurück, Folge2: Santa Fé, ZDF/ORF/SRG)
- Gert Monheim (für Buch und Regie zu Gesucht wird ... Eine Todesursache, WDR)

### Adolf-Grimme-Preis mit Silber
- Thomas Bergmann und Mischka Popp (für Buch und Regie zu Vom Flachlegen und Aufstehen, HR)
- Uwe Frießner (Regie), Bernhard Pfletschinger (Buch) und Andreas Buttler (Darsteller) (für die Sendung Der Drücker, ZDF)
- Franz Manfred Liersch (für Buch und Regie zu Der Automensch, ZDF)
- Rolf B. Tiesler und Birgitt Reckmeyer (für die Redaktion bei Extratour, RB)
- Heinz Grossmann, Christel Hinrichsen, Michael Krey, Gerhard Vogel (für die Sendereihe Kindsein ist kein Kinderspiel)

### Adolf-Grimme-Preis mit Bronze
- Detlef Gumm und Hans-Georg Ullrich (für Buch und Regie zu Ein Zirkus voller Abenteuer, WDR)
- Volker Anding (für die Regie bei Der Fall des Elefanten, ZDF)

### Besondere Ehrung
- Wolfgang Menge (für besondere Verdienste um das deutsche Fernsehen)

### SonderpreisLive
- Elke Hockerts-Werner, Helga Märthesheimer und Gabriele Krone-Schmalz (für die Sendung Drei vor Mitternacht: Vorsicht Atomfachleute, WDR)

### Publikumspreis der Marler Gruppe
- Hans Emmerling (für das Buch zu Sommernächte, SR)
- Helmut Dietl (Regie) und Patrick Süskind (Buch) (für die Sendereihe Kir Royal, WDR)
- Gert Monheim (für Buch und Regie zu Gesucht wird ... Eine Todesursache, WDR)
- Hans Lechleitner (Redaktion) und Silvia Matthies (Buch und Regie) (für die Sendereihe Bilder aus der Wissenschaft, BR)